# Кенган
Кенга́н (перс. كنگان‎) — портовый город на юге Ирана, в провинции Бушир. Административный центр шахрестана Кенган. На 2006 год население составляло 23 921 человека.
На территории города расположен крупнейший в Иране цементный завод.

## География
Город находится в южной части Бушира, на равнине Гермсир, на побережье Персидского залива, на высоте 1 метра над уровнем моря.
Кенган расположен на расстоянии приблизительно 170 километров к юго-востоку от Бушира, административного центра провинции и на расстоянии 870 километров к югу от Тегерана, столицы страны. В окрестностях города находится крупное одноимённое газоконденсатное месторождение.